# Bánhidy Antal
Bánhidy Antal (utóbb Bánhidi, született Mudris) (Szatmárnémeti, 1902. december 23. – Budapest, 1994. március 18.) Széchenyi-díjas (1992) magyar gépészmérnök, repülőgép-tervező és pilóta. Több kiemelkedő repülési teljesítmény fűződik a nevéhez, legismertebb repülőgépe a Gerle.

## Élete
A Szatmárnémeti Református Gimnáziumban érettségizett. 1920-ban a Szamoson átúszva jutott Magyarországra a Romániához csatolt országrészből. Budapesten beiratkozott a Budapesti Műszaki Egyetem Gépészmérnöki Karára.
Az egyetemen jelentkezett pilóta-tanfolyamra. Az 1921-ben a Lampich Árpád, Maier József, Kintses László és Rotter Lajos által megszervezett Műegyetemi Sportrepülő Egyesület (MSrE) alapító tagjai között volt. Az MSrE az 1920-as évektől a második világháború végéig a magyar repülés egyik központja volt, az egyesület műhelyében és tervezőirodájában több sikeres vitorlázó és motoros repülőgépet terveztek és építettek. Bánhidi az MSrE tervezőirodáját és műhelyét nyolc évig irányító Lampich Árpád mellett ismerkedett meg a repülőgép-tervezéssel és építéssel. A műhely irányítását Lampichtól Bánhidi vette át 1929-ben.
1927-ben Lampich Árpáddal közösen tervezett és épített gépet. A 62,5 kW-os WM–Siemens SH–11 motorral felszerelt BL–6 (BL – Bánhidi–Lampich) volt az első magyarországi kétüléses iskolagép. Szintén Bánhidi részvételével készült el 1928-ban a BL–5, egy 88,2 kW-os Bristol Lucifer motorral felszerelve.
1929-ben Bánhidi Lampich L–2 Róma könnyű túragépével Svédországba, Stockholmba repült, ahol a géppel részt vett az egyetemi hallgatók repülőgép-kiállításán. A mindössze 13 kW (18 LE) teljesítményű – kettőzött gyújtási rendszerrel sem rendelkező – Thoroczkay-motorral felszerelt géppel 5000 km-es utat tett meg, ebből 150 km-t tenger felett.
A Lampich-gépekkel szerzett tapasztalatok alapján kezdett neki egy új könnyű többcélú sportrepülőgép megtervezéséhez, melyet iskolagépként, műrepülésre és túrarepülőgépként is lehetett használni. A gépet a Magyar Aero Szövetség rendelte meg és támogatta a tervezését és építését 20 ezer pengővel. A gép 1930 nyarán készült el, berepülését szeptember 4-én ő végezte el az érdi sportrepülőtéren. A gépet az érdi repülőtábor zárásakor Gömbös Gyuláné részvételével megtartott névadó ünnepségen Gerlének nevezték el. Első példányába egy 70 kW (100 LE) teljesítményű öthengeres Genet Major csillagmotort szereltek. A sikeres konstrukció ellenére összesen 10 darabot építettek belőle, mivel az állami hivatalok a Weiss Manfréd Művek konkurens iskola-repülőgépét, a WM–10-est preferálták.
1931-ben Bánhidi az óceánrepülésre készülő Endresz György és Magyar Sándor mellett volt vezető tanácsadó. Az ő javaslatára választották ki a repülésre a Lockheed Sirius 8A gépet, majd részt vett annak óceánrepülésre történő átalakításában.
A Gerle gépcsalád legismertebb tagjával, a HA-AAI lajstromjelű Gerle 13-mal 1933. február 19. – március 24. között Bánhidi Bisits Tibor pilótával körberepülte a Földközi-tengert. Az út során 100 óra 22 perc repülési időt teljesítettek, ezalatt 12 258 km-t tettek meg. A repülőút során üzemanyaggal a Shell támogatta Bánhidiékat, míg logisztikai hátteret az észak-afrikai olasz intézmények nyújtottak. Az út során az egyiptomi piramisok között repülő Gerle 13-asról Almásy László készített felvételeket. Az eseményről Bánhidi A Gerle 13 útja címmel könyvet írt.
Még ugyanannak az évnek a nyarán a Gerle 13-mal Magyarországról Észak-Európába és Nagy-Britanniába repült. A London–Debrecen útvonalon a gép kategóriájában távolsági rekordot állított fel.
A Gerle 13-mal 1937-ben Dél-Amerikában térképészeti feladatokat hajtott végre. A két hónapos út során 17 ezer km-t tett meg.
1936–1937 között a bécsújhelyi repülőgépgyárban dolgozott, ahol akkor Lampich Árpád volt a műszaki igazgató. 1937-től 1940-ig a Budapesti Műszaki Egyetem Gépszerkezettani Tanszékének munkatársa volt.
Katonai szolgálatát vadászrepülőként teljesíti: főhadnagyi rangot ér el.
A 40-es években a MALERT-nél volt főpilóta polgári alkalmazásban. 1942-ben a Héjjas Iván által kezdeményezett MALERT-perben koholmányok alapján hűtlenséggel vádolták, és több pilótatársával együtt letartóztatták. A hadbírósági tárgyaláson mindnyájukat felmentették.
Tartalékos repülő hadnagyként részt vett a felvidéki és kárpátaljai katonai műveletekben, ahol Fiat CR.42-es vadászrepülőgéppel repült. A háború későbbi részében Ju 52-n is repült. Jelentős szerepe volt a visszacsatolt Észak-Erdély légiposta rendszerének kialakításában.
Aki hosszabb légi utat végigrepül, nemigen kérdi, hogy miért is sport a repülés. Mert szép sport. A test és a lélek sportja. Az ész és a kéz munkájának egyik legszebb, legmodernebb alkotása. Szállni szabadon, sebesen földrészek, tengerek, fellegek felett, tudni, hogy ember vagyok, hódító ember, aki immár úr vagyok nemcsak a földön, nemcsak a vízen, de az évezredes álomvilágban, a levegőben, a fellegek között is.

## Galéria

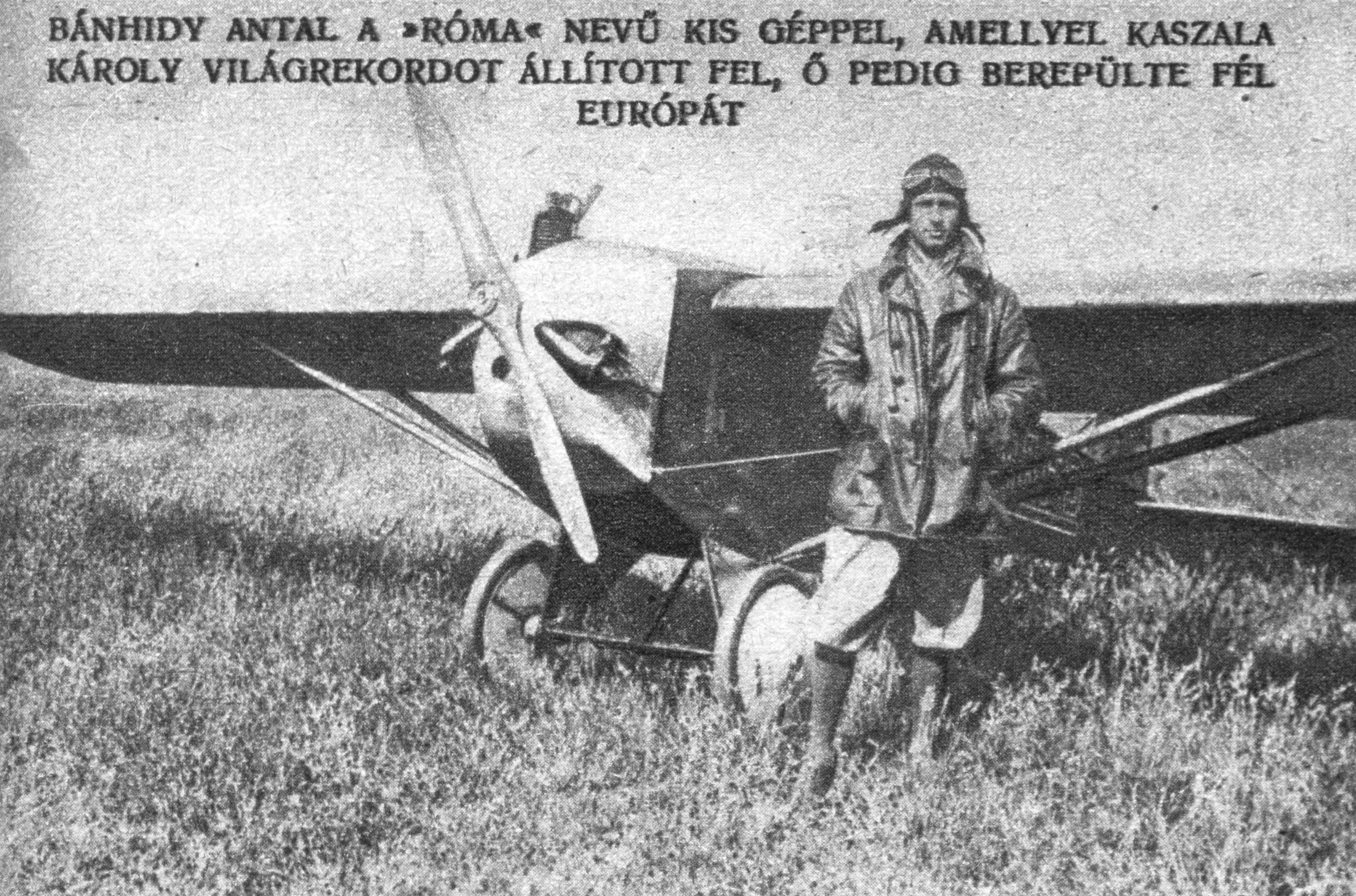
Bánhidy Antal az L–2 Róma géppel
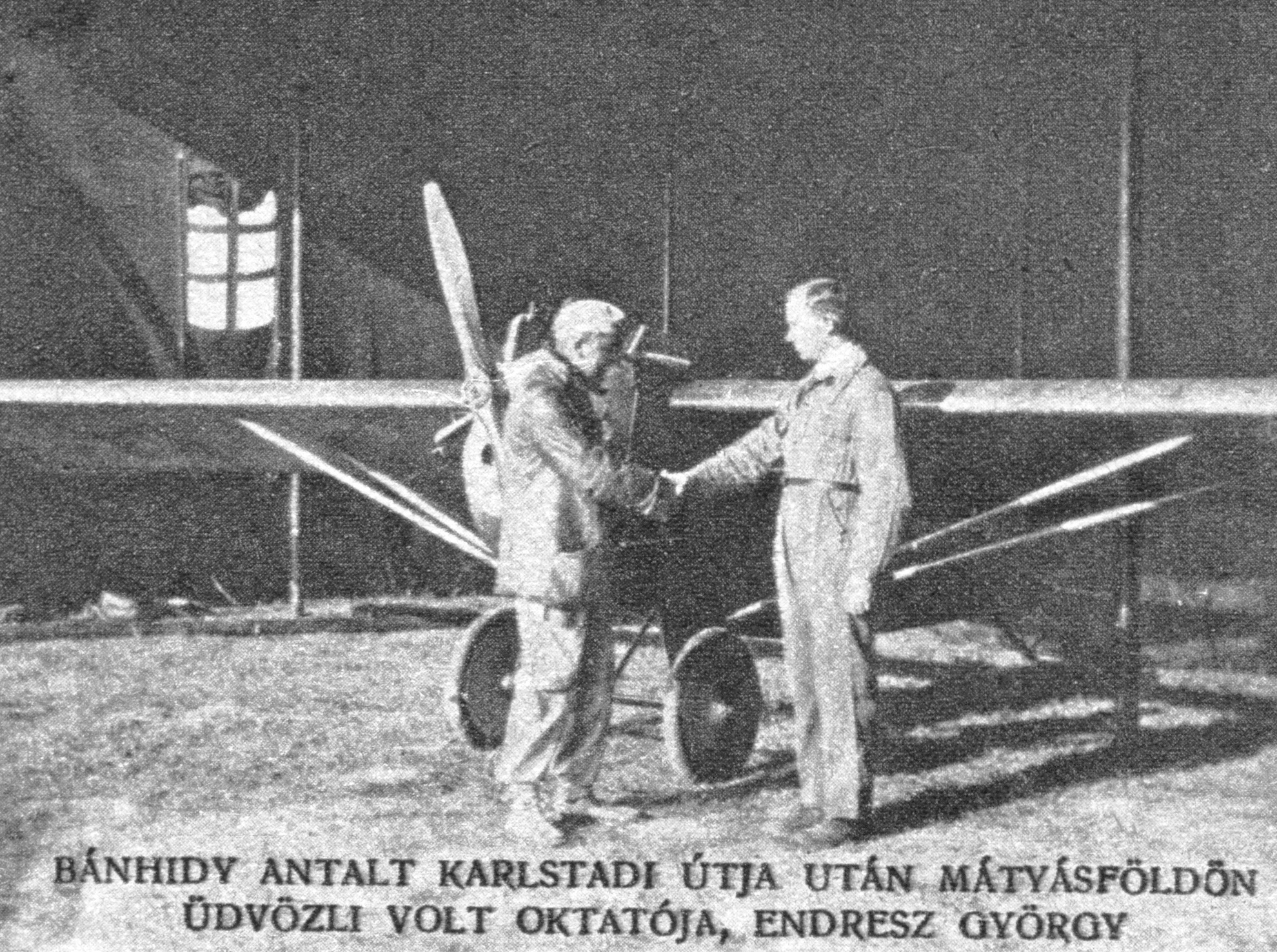
Bánhidy Antal karlstadi útja után a Mátyásföldi repülőtéren
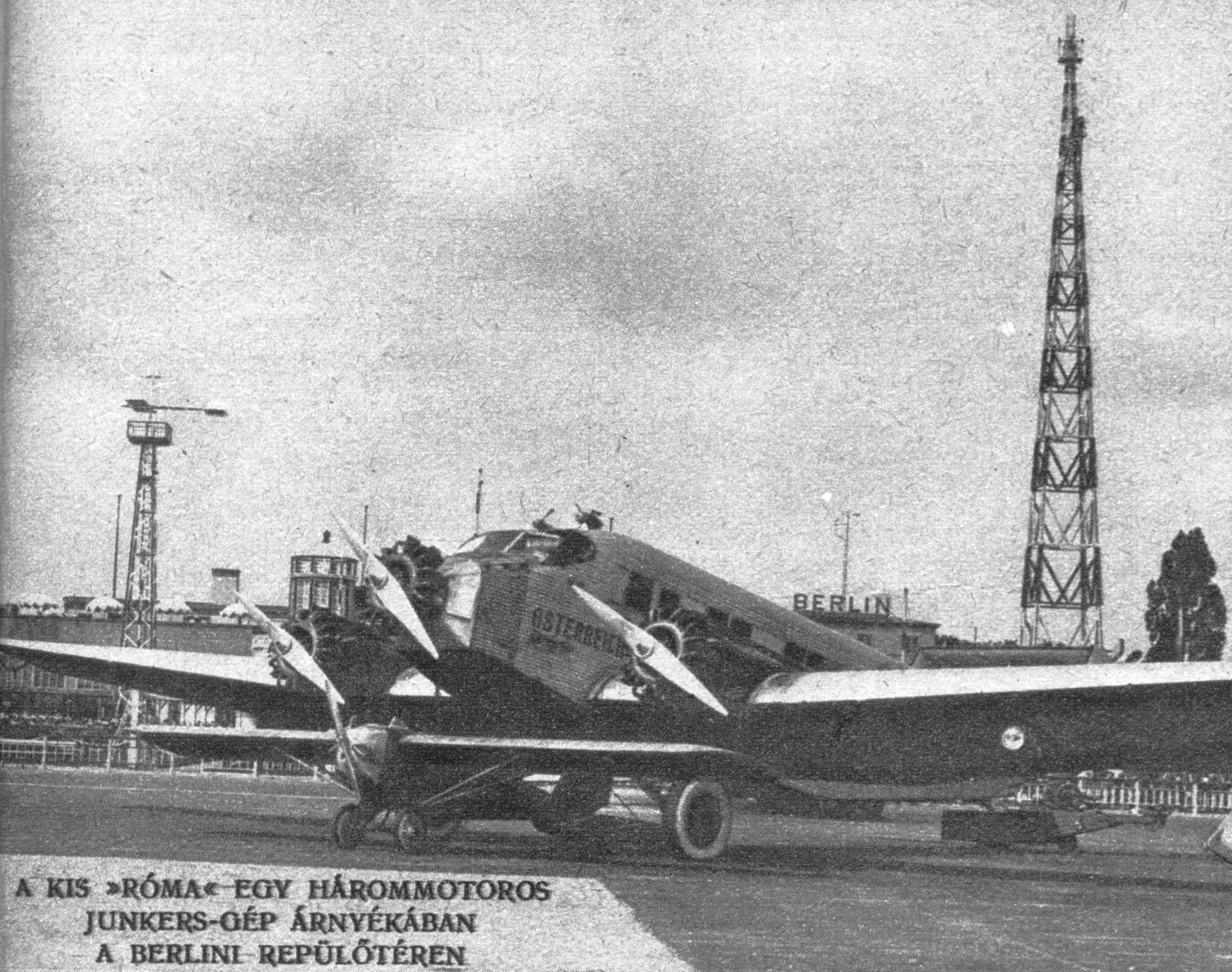
Bánhidy Antal Róma nevű repülőgépe a berlini repülőtéren
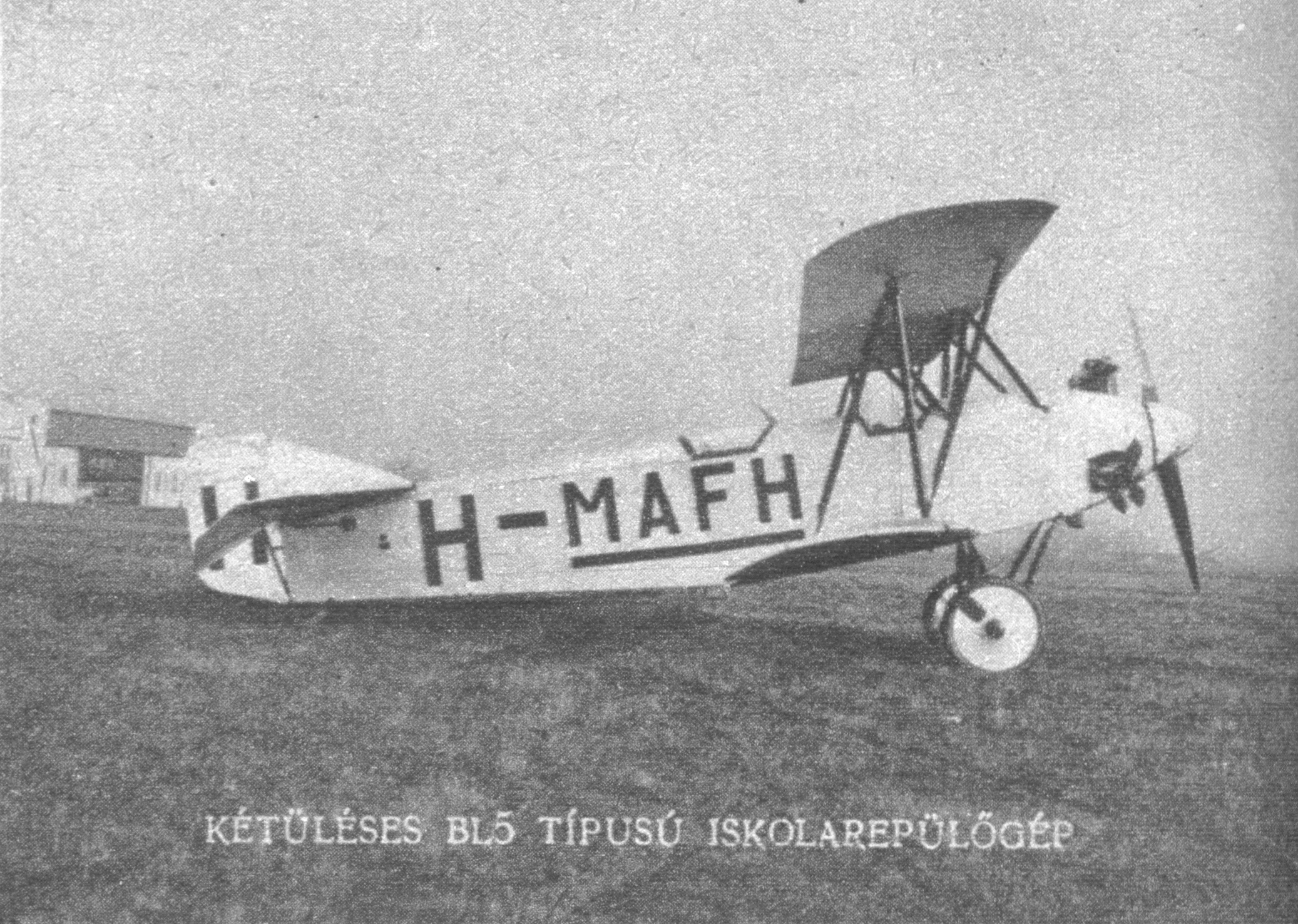
A Lampich Árpáddal tervezett BL–5 kétüléses iskolagép
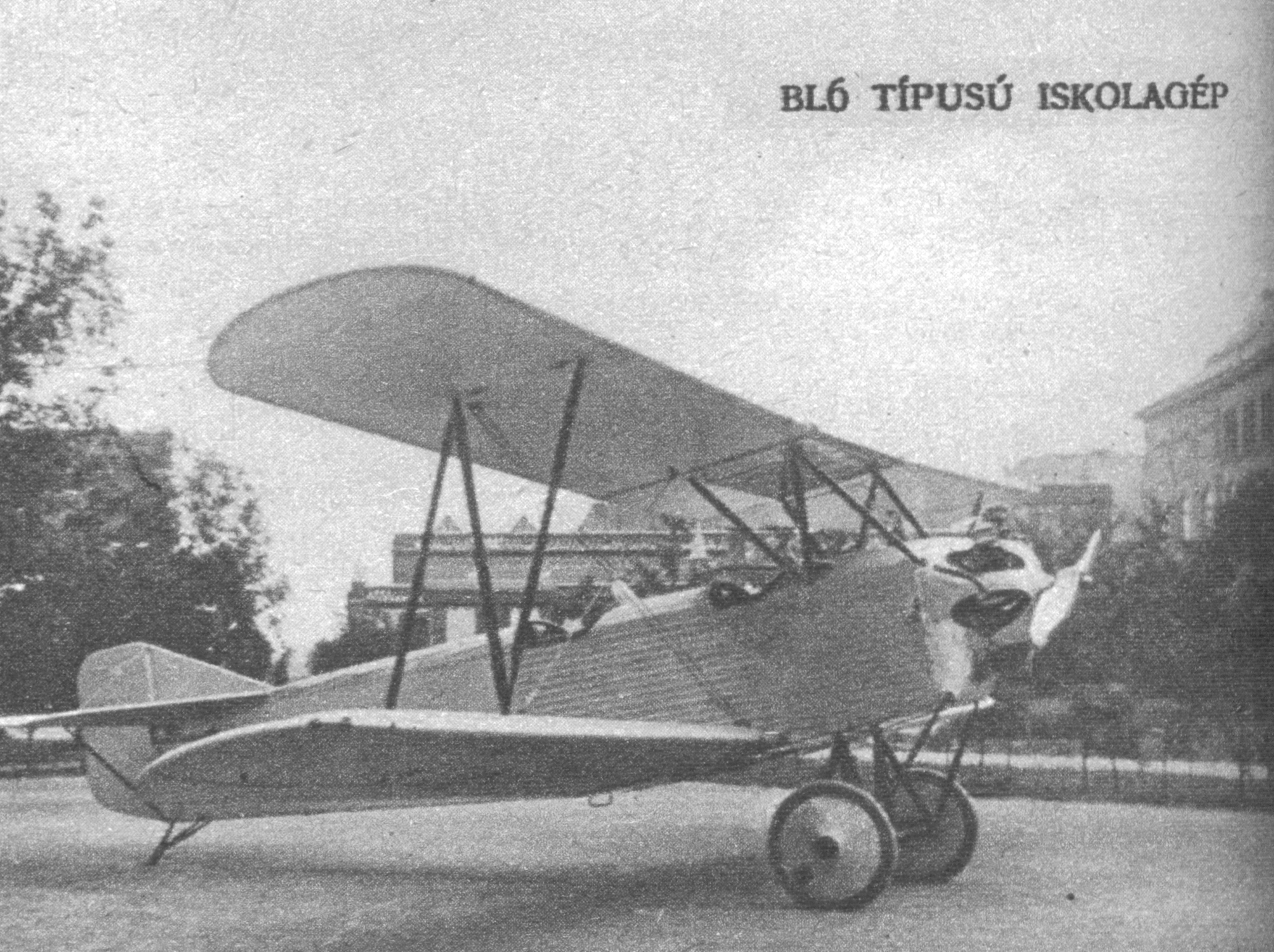
A Lampich Árpáddal közösen tervezett első magyarországi kétüléses iskolagép, a BL–6
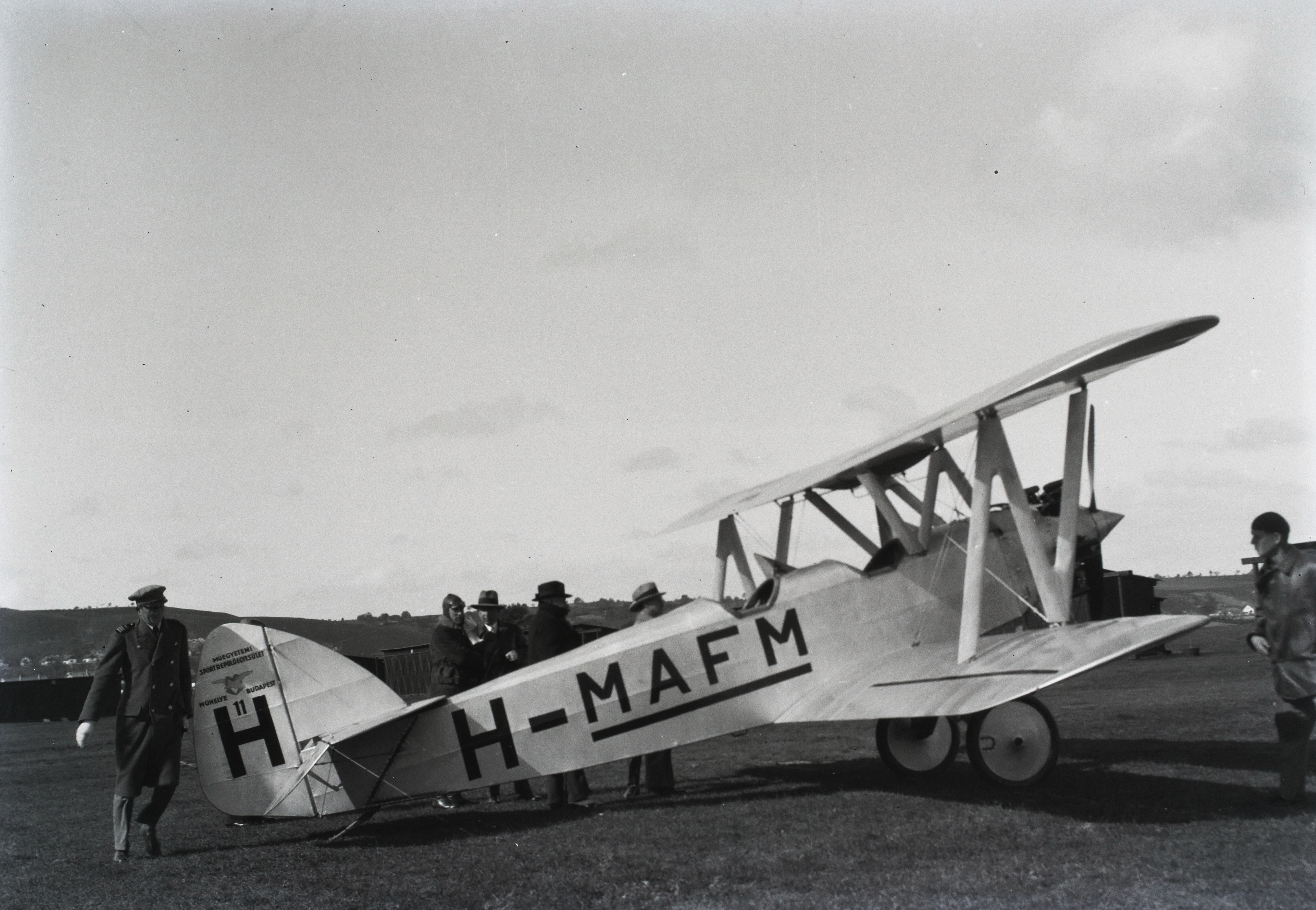
Bánhidy Antal tervezte Gerle-11. (H-MAFM)
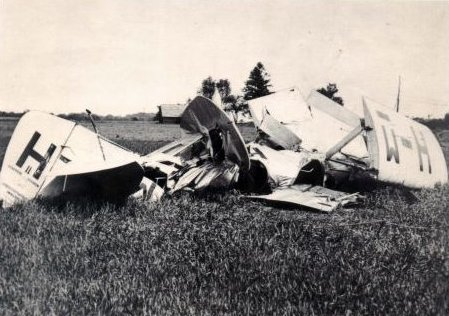
Bánhidy Gerle-11. Malmslöttben a bemutatón lezuhant.
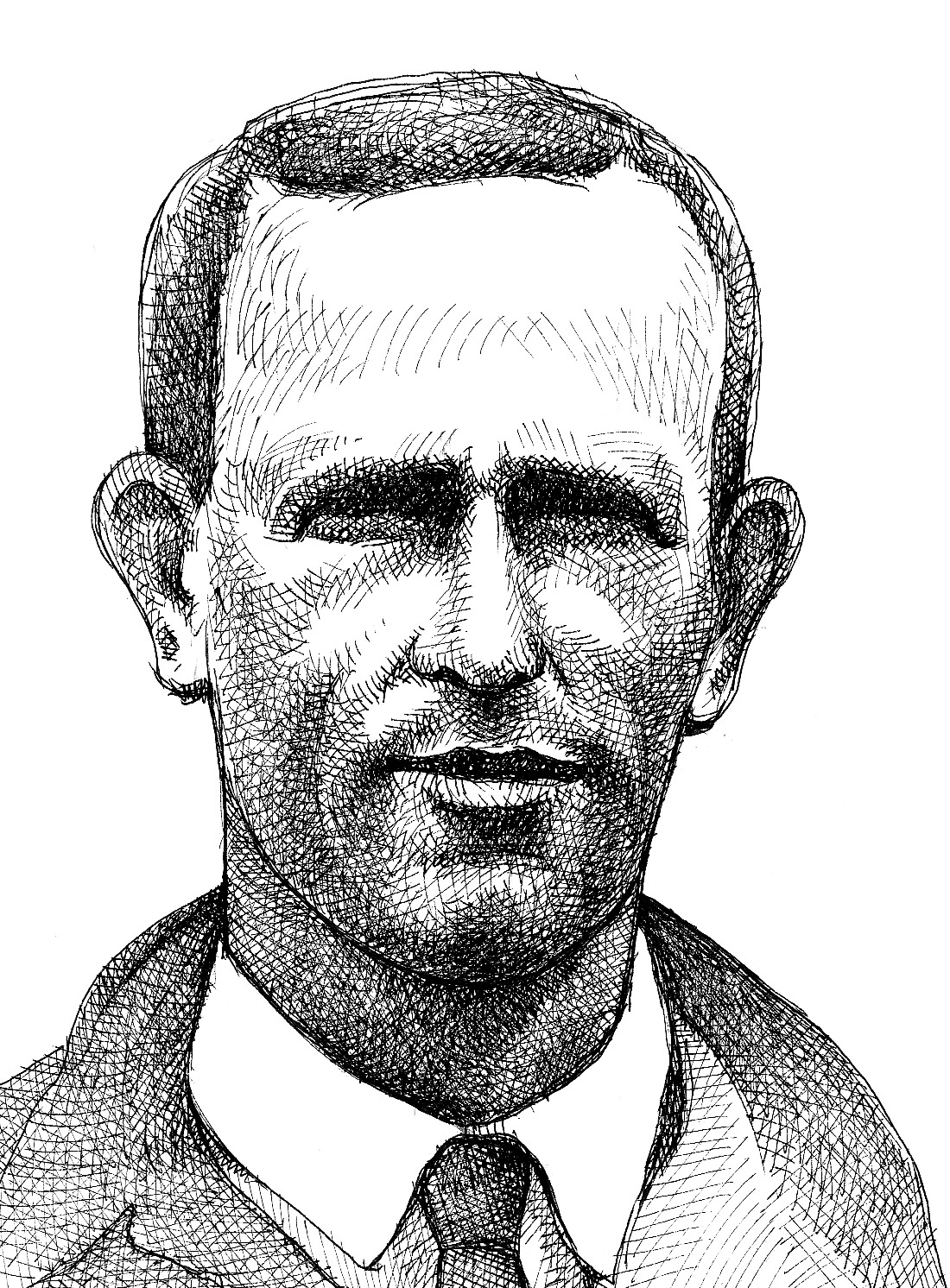
Bánhidy Antal arcképe (Muhi Sándor grafikus tusrajza)
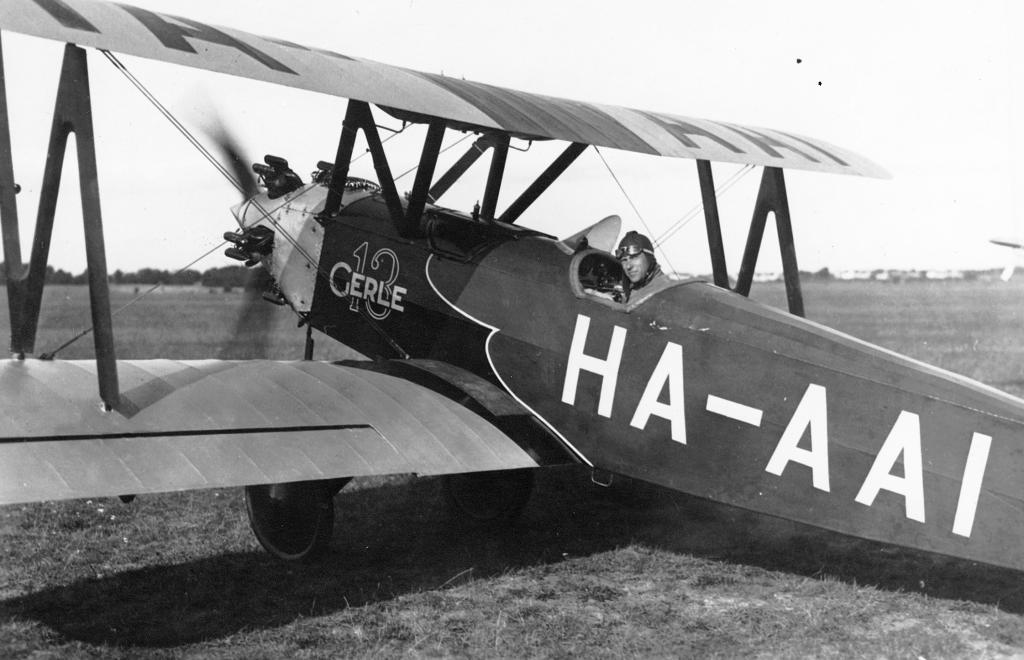
Bánhidi Antal Gerle 13 repülőgépével

1945–1950 között a Közlekedési Minisztériumban a légügyi főosztályon dolgozott repülőgép-tervezőként. Szerepet játszott a második világháború utáni polgári légiforgalom megszervezésében. Ő repülte be a Magyarországra érkezett Li–2 utasszállító repülőgépek első átvett példányait. 1950-ben szakítania kellett a repüléssel. Ezt követően nyugdíjba vonulásáig a Járműfejlesztési Intézetben dolgozott rajzellenőrként. Nyugdíjba vonulása után gyümölcs- és virágtermesztéssel foglalkozott.

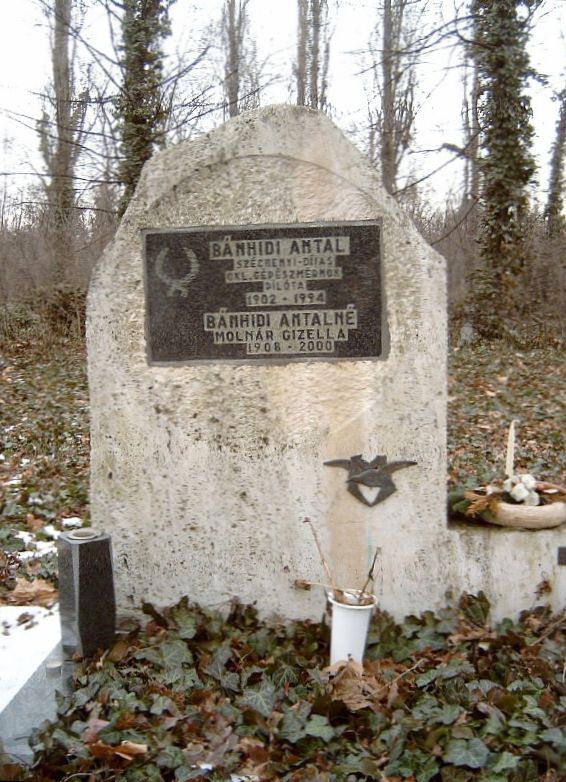
Bánhidi Antal sírja a Kerepesi temetőben

1992-ben életműve elismeréseként, a magyar óceánrepülés műszaki előkészítésében kifejtett tevékenységéért Széchenyi-díjat kapott.
1994-ben hunyt el. Sírja a Kerepesi temetőben található. Szülővárosában, Szatmárnémetiben, a Kölcsey Ferenc Református Gimnázium falán 2007-ben emléktáblát avattak tiszteletére. Egy tájékoztató tábla (nem pedig emléktábla) lett elhelyezve Budapest XIV. kerületében tiszteletére az Amerikai út 44. számú ház kerítésén.

## Könyvei
- A Gerle 13 útja, Budapest, 1939[2]
- Repülőgépem Dél-Amerika felett
- Pilóta lettem
- Harc a levegőért
- Mese a gerlékről